# Vickers A1E1 Independent
Independent A1E1 là một xe tăng đa tháp pháo được phát triển bởi tập đoàn sản xuất vũ khí Vickers của Vương Quốc Anh trong giai đoạn giữa hai cuộc chiến tranh thế giới. Mặc dù mới đạt đến giai đoạn nguyên mẫu và chỉ một chiếc duy nhất được chế tạo, nhưng nó đã ảnh hưởng đến nhiều thiết kế xe tăng khác.
Thiết kế A1E1 được coi là có ảnh hưởng đối với xe tăng T-100 và T-28 của Liên Xô, xe tăng Neubaufahrzeug của Đức, xe tăng hạng trung Mk III và xe tăng tuần dương Mk I (ba tháp pháo) của Anh. Xe tăng T-35 của Liên Xô cũng bị ảnh hưởng nhiều từ thiết kế của nó.

## Thiết kế
A1E1 Independent có thiết kế nhiều tháp pháo, một tháp pháo trung tâm được trang bị pháo 3 pounder (47 mm) và bốn tháp phụ trang bị súng máy Vickers 0,303 inch. Hai tháp pháo phụ được gắn ở phía trước và hai ở phía sau tháp pháo (khoảng nửa dọc theo thân xe). Súng máy của tháp pháo phía sau bên trái có thể nâng lên để đối đầu với máy bay. Xe tăng được thiết kế để có hỏa lực mạnh, khả năng bảo vệ và vượt trội hơn so với vũ khí của đối phương. Nó có một kíp lái 8 người, người chỉ huy liên lạc với kíp lái thông qua hệ thống liên lạc nội bộ. Chiếc Independent chưa bao giờ được sử dụng trong chiến đấu, nhưng các quân đội khác đã nghiên cứu nó và một số thiết kế được áp dụng từ nó.

## Lịch sử phát triển
Kế hoạch cho A1E1 bắt đầu vào tháng mười hai năm 1922 khi Bộ Tổng tham mưu của quân đội Anh đã đề ra bản phác thảo đặc điểm kỹ thuật dành cho một xe tăng không có tháp pháo với khả năng vượt qua hào ít nhất là 9 feet (2,7 m). Sau khi nhận được thông số kỹ thuật, Vickers bắt đầu công việc thiết kế một chiếc xe theo ý tưởng của Bộ Tổng tham mưu và một thiết kế nhiều tháp pháo của riêng họ. Hai thiết kế đã được đề ra và Bộ Tổng tham mưu đã chọn thiết kế nhiều tháp pháo của Vickers. Đơn đặt hàng cho một nguyên mẫu được chính thức đặt vào ngày 15 tháng 9 năm 1926 nhưng một số công việc dường như đã bắt đầu trước ngày này.
Phần lớn xe tăng được thiết kế bởi Walter Gordon Wilson; Động cơ V12 35,8 lít (2.180 cu in) làm mát bằng không khí được thiết kế bởi Armstrong Siddeley. Xe cũng kết hợp một hệ thống phanh thủy lực mới phải được phát triển đặc biệt do trọng lượng và tốc độ của nó. Nguyên mẫu đã được giao cho Văn phòng Chiến tranh vào năm 1926, và được trưng bày cho những người đứng đầu thuộc địa vào năm đó.
Năm 1928, phần sau của xe tăng đã được sửa đổi để tăng cường khả năng bảo vệ. Đồng thời, một thiết kế mới của khối phanh đã được trang bị.
Chiếc xe tăng là đối tượng của hoạt động gián điệp công nghiệp và chính trị. Các kế hoạch kết thúc ở Liên Xô, nơi nó có thể đã ảnh hưởng đến thiết kế của xe tăng T-28 và T-35. Norman Baillie-Stewart, một sĩ quan quân đội Anh, bị hầu tòa vào năm 1933 và phải ngồi tù 5 năm vì đã cung cấp các bản thảo xe tăng Independent (trong số các bí mật khác) cho một liên lạc viên của Đức.
Chiếc xe tăng vẫn được sử dụng cho các thí nghiệm cho đến năm 1935 khi nó đã cũ và được cho nghỉ hưu. Hiện nay hiện vật thuộc về về Bảo tàng Xe tăng Bovington, nơi nó được bảo quản.

## Thư viện ảnh

A1E1 tại Bảo tàng Xe tăng (2008)
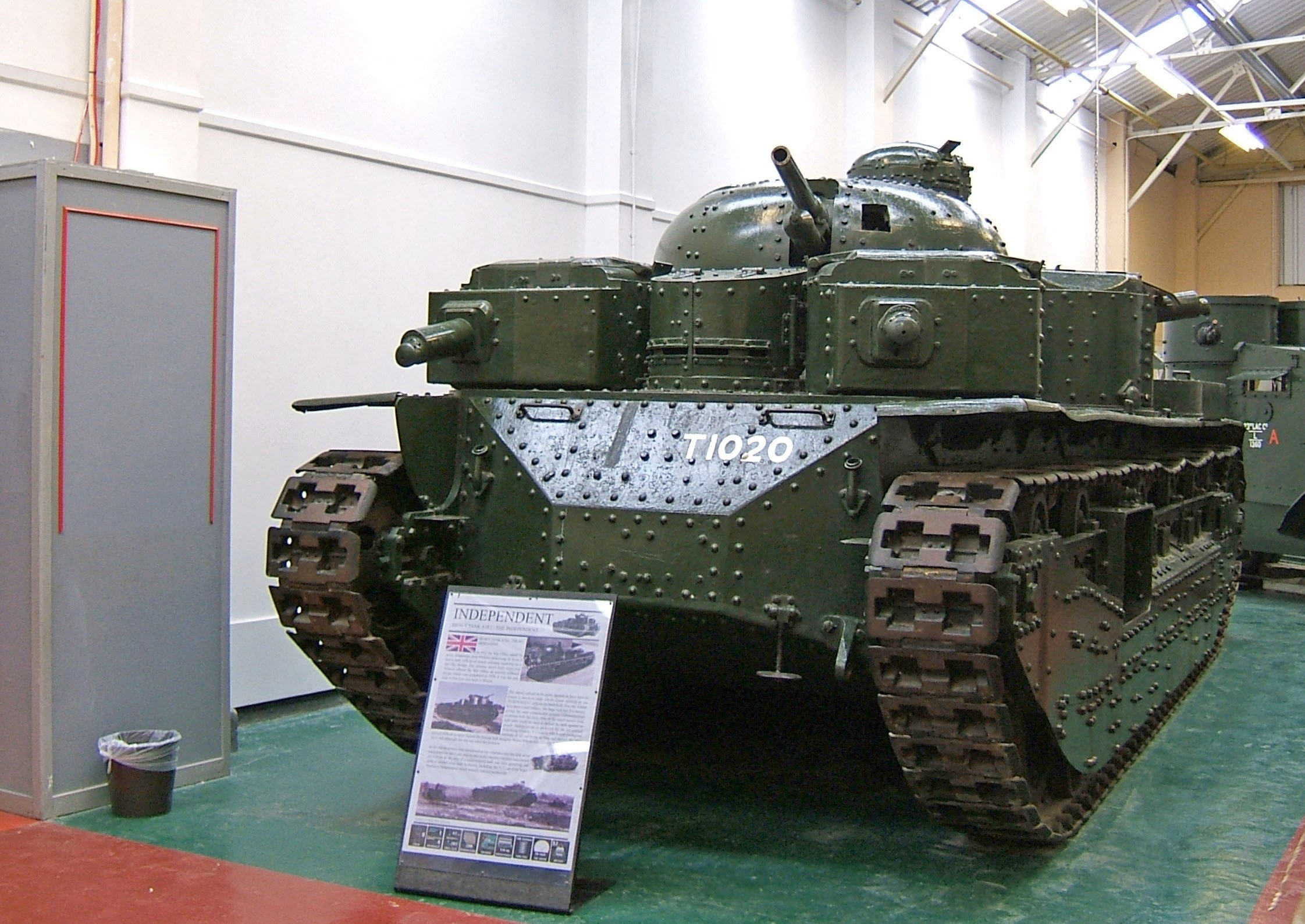
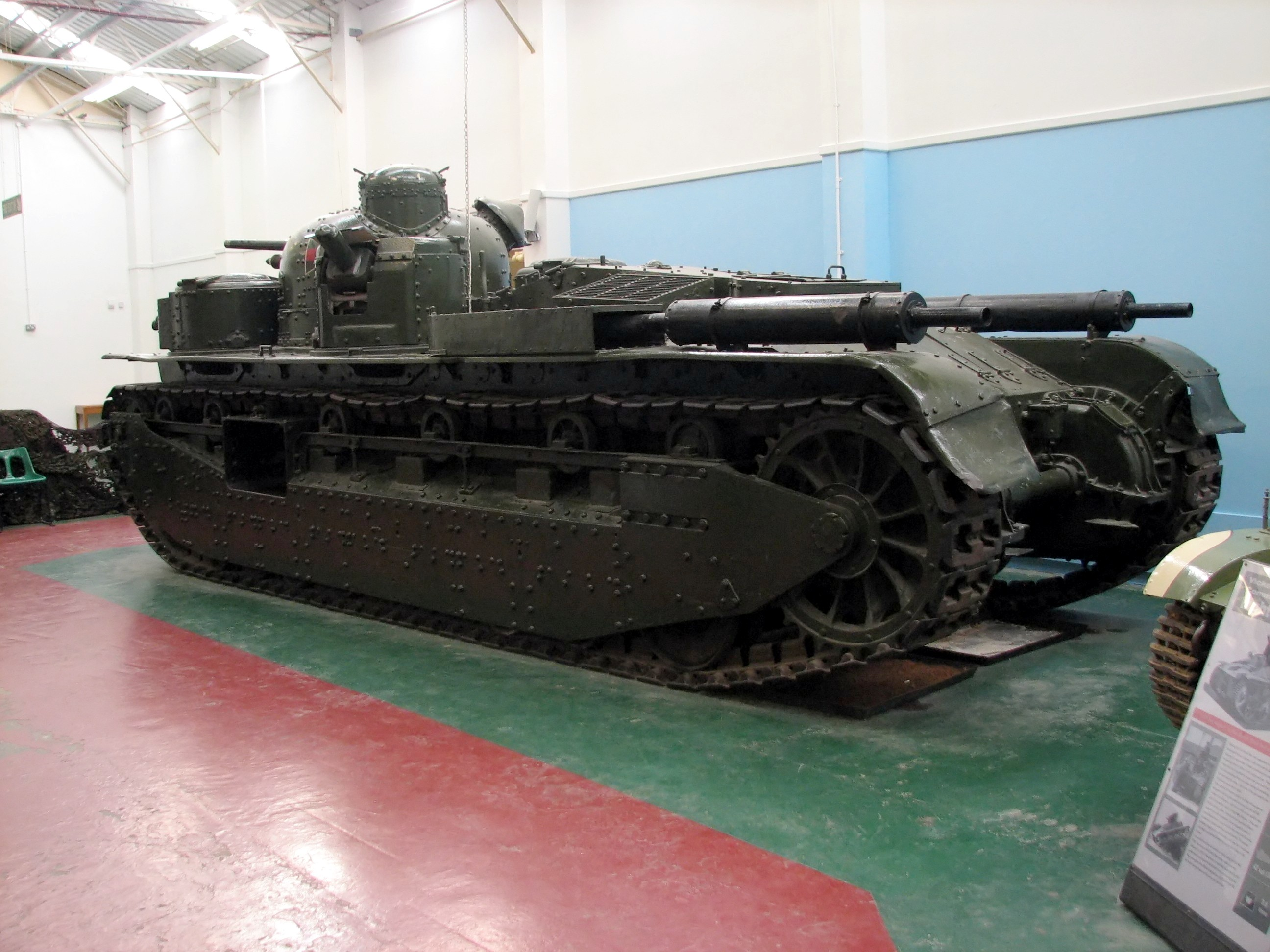
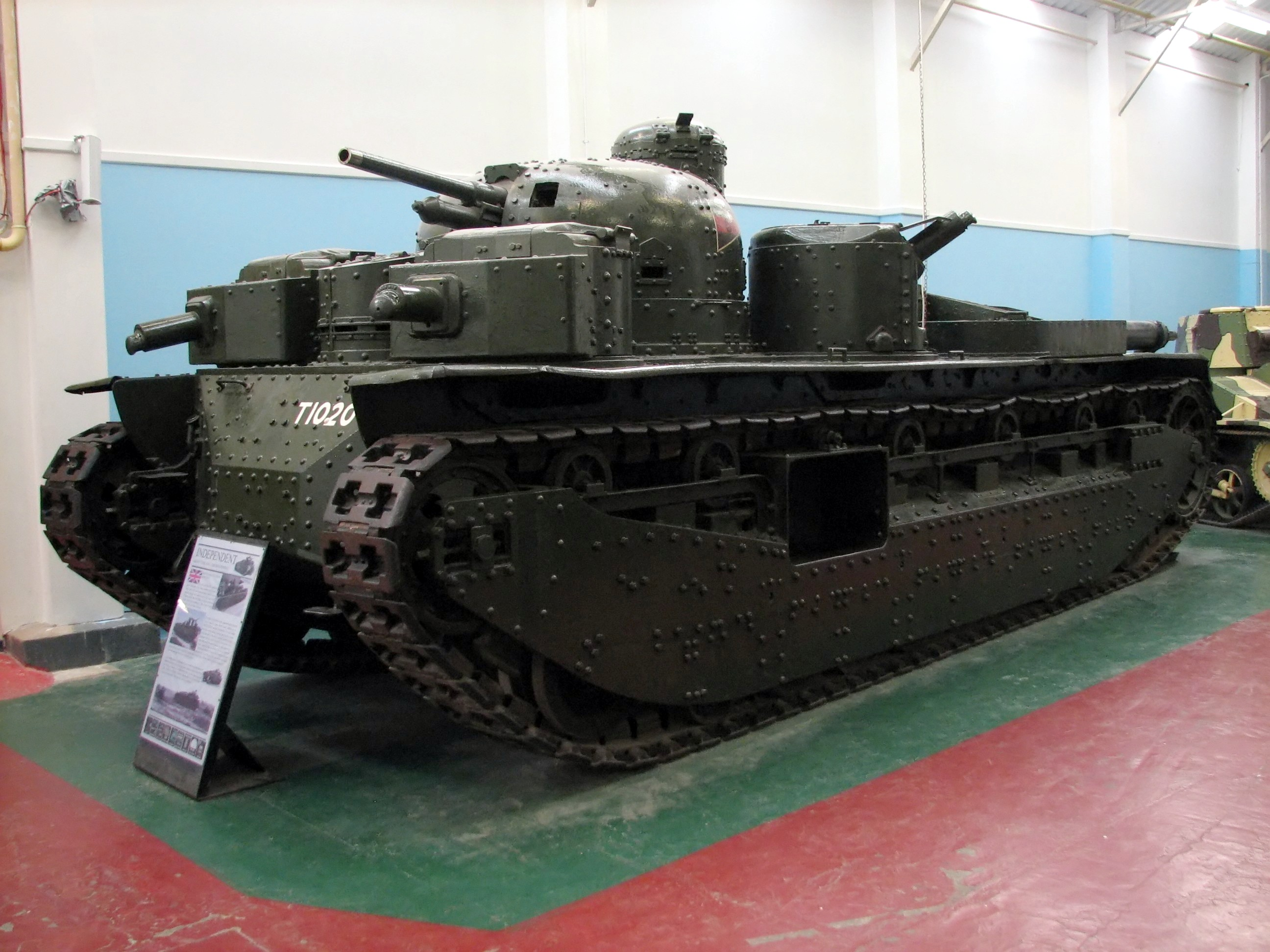
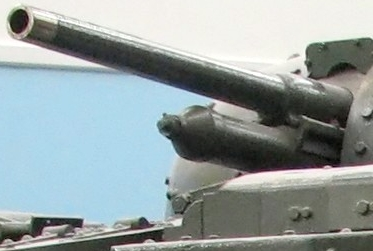